# 원펀치 (2019년 영화)
"원펀치"는 2019년에 개봉한 대한민국의 영화이다.

## 캐스팅
- 박신우 : 신우 역
- 최규리 : 규리 역
- 홍준기 : 준기 역
- 최현도 : 승일 역
- 故 한지성 : 지성 역
- 옥윤중 : 윤중 역
- 백진환 : 진환 역
- 양정인 : 정인 역
- 전홍렬 : 박 관장 역
- 신경석 : 중길 역
- 박우승 : 계형 역
- 한태형 : 태형 역
- 김윤섭 : 윤섭 역
- 최훈재 : 홍락 역
- 이동주 : 종호 역
- 장우준 : 봉민 역
- 김진용 : 동혁 역
- 이경은 : 편의점 알바녀 역
- 엄주영 : 담임 역
- 신대식 : 학생주임 역